# Монастырь Лангхайм
Монастырь Лангхайм (нем. Kloster Langheim) — бывшее мужское цистерцианское аббатство, располагавшееся в районе Клостерлангхайм баварского города Лихтенфельс (Верхняя Франкония) и относившееся к архиепархии Бамберга; монастырь был основан в 1132—1133 годах — как вспомогательная обитель при монастыре Эбрах. В 1802 году крупный пожар уничтожил многие монастырские постройки, а сама обитель была распущена в ходе секуляризации в Баварии — в 1803.

## История и описание
Монастырь Лангхайм, посвященный Святой Марии, Иоанну Богослову и Святому Николаю, был основан в 1132—1133 годах; он являлся филиалом монастыря Эбрах. В качестве основателей выступили три бамбергских министериала, а фактическим инициатором являлся епископ Бамбергский Отто I. Монастырь вскоре стал одним из самых богатых в региона — благодаря щедрым пожертвованиям земель и деревень представителями Андексской династий в XIII и XIV веках только аббатства Банц и Эбрах могли конкурировать с Лангхаймом. Однако около 1380 года монастырь столкнулся с финансовыми трудностями, что привело к тому, что часть земель и получаемого с них дохода ему пришлось передать епархии Бамберга; епископ Лампрехт фон Брунн воспользовался ситуацией и установил контроль над обителью. Усилия монастыря покончить с правлением бамбергского князя-епископа и вернуть самостоятельность продолжались много последующих столетий, но оказались безуспешными; в 1741 году попытки были прекращены в связи с изменившейся политической ситуацией.
К 1422 году экономическая и политическая ситуация для Лангхайма несколько улучшилась: так его аббат занял крупный пост в самом цистерцианском ордене. Однако вторжение периода Гуситских войн привело к разрушению обители в 1430 году; Крестьянская война в Германии привела к новому разрушению в 1525. В результате Реформации цистерцианцы из Лангхайма утратили духовное руководство на множеством принадлежавших им поселений; часть монахов присоединилась к движению протестантов и покинула монастырь. В 1562 году аббат Фридрих Маршалк был свергнут со своего поста. Трудные времена пришли в Лангхайм и в годы Тридцатилетней войны. Из настоятелей XVII века только Маврикий Кнауэр получил некоторую известность.
Около 1700 года монастырь все ещё имел облагаемые налогом фермы примерно в 230 местах региона. Однако аббат Штефан Мезингер (1743—1751) переоценил экономическую мощь обители, начав строить роскошный барочный комплекс монастырских зданий, за что подвергся жесткой критике. Дополнительной ношей стало то, что аббатство должно было внести значительный финансовый вклад в военные расходы Семилетней войны. Тем не менее, комплекс продолжили строить: здания, возводившиеся по планам архитекторов Иоганна Леонарда Динценхофера, Готфрида Генриха Крона, Бальтазара Неймана и Лоренца Финка стремились соперничать с аббатствами Банц, Эбрах и Мюнстершварцах. Однако в 1802 году крупный пожар уничтожил почти все постройки, разрушив само здание, библиотеку и часть церкви. Монастырь был распущен в 1803 году в ходе секуляризации в Баварии; пострадавшие от пожара здания и монастырская церковь были снесены. Амбиций аббатов Лангхайма XVIII века можно оценить по масштабному комплекс дворца Тамбах под Кобургом — располагавшийся среди охотничьих угодий комплекс служил летней резиденцией и усадьбой аббатов с 1698 года; сегодня он принадлежит графам Ортенбург.